# Myllypuro Station
Myllypuru Station (finsk: Myllypuron metroasema, svensk: Kvarnbäckens metrostation) er en station på 
linje M2 på Helsinkis metro i området Myllypuru i Øst-Helsinki. Den ligger 1,922 km fra Itäkeskus og 1,371 km fra Kontula.
Stationen er tegnet af arkitektbureauet Toivo Korhonen Oy og åbnede 21. oktober 1986.